# Liste der Stolpersteine in Woltersdorf

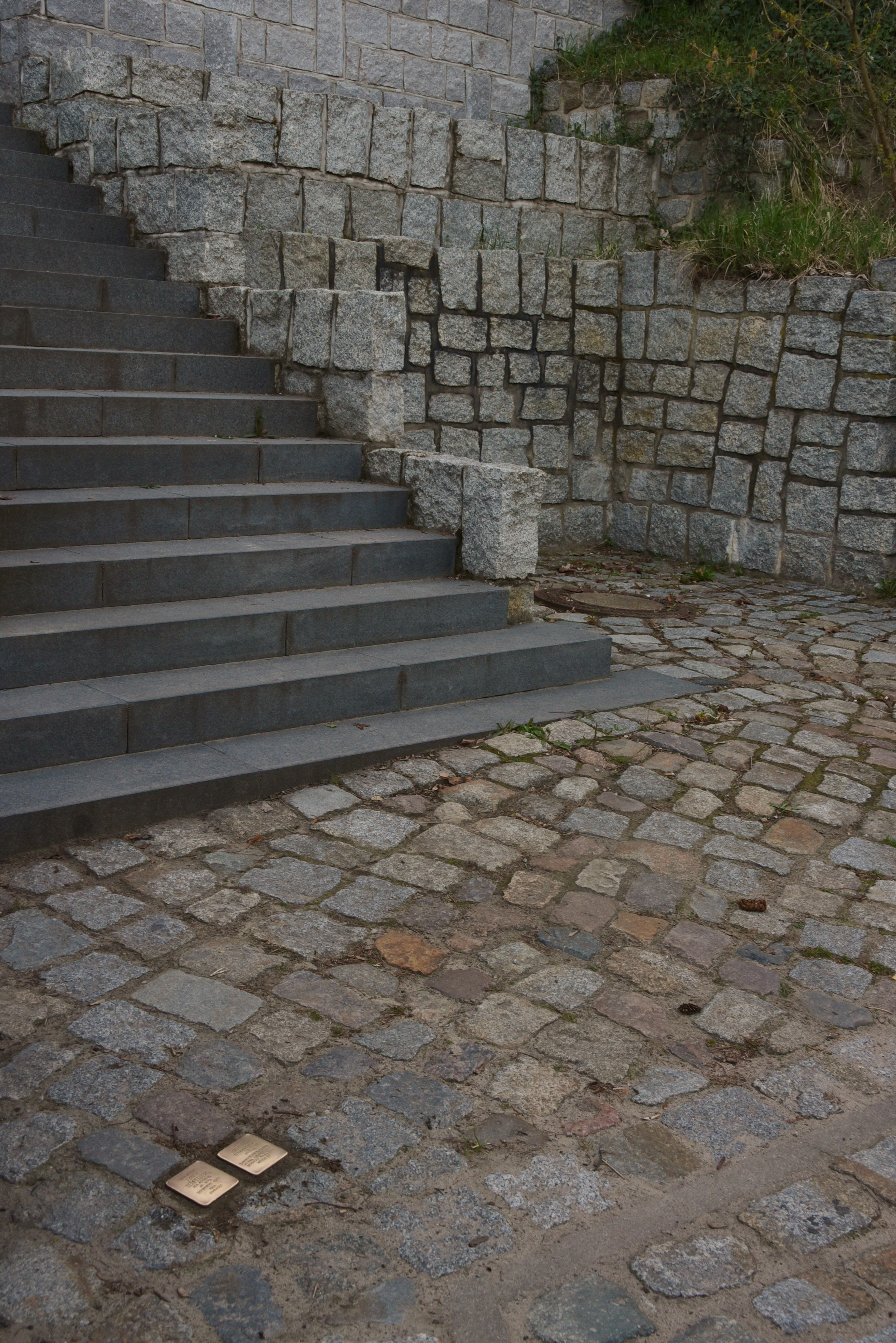
Stolpersteine in Woltersdorf

Die Liste der Stolpersteine in Woltersdorf enthält die Stolpersteine, welche im Rahmen des gleichnamigen Kunst-Projekts von Gunter Demnig in der brandenburgischen Gemeinde Woltersdorf verlegt wurden. Mit ihnen soll an die Opfer des Nationalsozialismus erinnert werden, die in Woltersdorf lebten und wirkten.
Die erste  Verlegung in Woltersdorf fand am 25. Juli 2012 statt.

## Liste der Stolpersteine
In Woltersdorf wurden 18 Stolpersteine an neun Adressen verlegt.
| Bild | Inschrift | Verlegeort                                 | Name, Leben |
| --- | --- | ------------------------------------------ | --- |
| weitere Bilder \| | HIER WOHNTE OTTO FELDSTEIN JG. 1870 ZWANGSUMZUG 1943 ALTERSHEIM BERLIN DEPORTIERT 1944 THERESIENSTADT ERMORDET 10.11.1944                                                            | Friedenstraße 2 ·                          | Otto Feldstein (1870–1944) |
| Bild gesucht Die Wikipedia wünscht sich an dieser Stelle ein Bild vom hier behandelten Ort. Falls du dabei helfen möchtest, erklärt die Anleitung , wie das geht. BW | | An den Fuchsbergen 5                       | Isaak Grans (1889–1940) |
| weitere Bilder \| | HIER WOHNTE GUSTAV GUMPERT JG. 1892 DEPORTIERT 1942 ERMORDET IN AUSCHWITZ | Ethel-und-Julius-Rosenberg-Straße 50       | Gustav Gumpert wurde am 13. März 1892 in Woltersdorf geboren. Seine Eltern waren Siegmund Gumpert (1858–1942) und Margarete geb. Hauschner (1866–1922). Gustav Gumpert flüchtete nach Frankreich, dort wurde er von der Gestapo aufgegriffen und am 19. Juli 1942 von Drancy mit dem Transport 7 Zug DA 901-2 ins Vernichtungslager Auschwitz deportiert. Gustav Gumpert hat die Shoah nicht überlebt. Sein Vater wurde in Theresienstadt ermordet. Zumindest Geschwister haben überlebt, eine Nichte machte eine Meldung an Yad Vashem.                  |
| weitere Bilder \| | HIER WOHNTE SIEGMUND GUMPERT JG. 1858 DEPORTIERT 1942 THERESIENSTADT TOT 24.6.1942                                                                                                   | Ethel-und-Julius-Rosenberg-Straße 50       | Siegmund Gumpert wurde am 15. Januar 1858 in Woltersdorf geboren. Seine Eltern waren Marcus Gumpert und Cäcilie geb. Itzigsohn. Er heiratete Margarete geb. Hauschner (1866–1922). Das Paar hatte mehrere Kinder darunter Gustav (geb. 1892) Siegmund Gumpert betrieb einen Kaufladen und war 26 Jahre lang Mitglied der Gemeindevertretung. Er wurde am 4. Juni 1942 nach Theresienstadt deportiert und verlor dort am 24. Juni 1942 sein Leben. Sein Sohn Gustav wurde in Auschwitz ermordet, weitere Kinder haben sich durch Emigration retten können. |
| weitere Bilder \| | HIER WOHNTE CORNELIUS HUBERS JG. 1922 DEUTSCH-HOLLÄNDISCHE WIDERSTANDSGRUPPE BERLIN VERHAFTET OKT. 1944 ZUCHTHAUS PLÖTZENSEE 1945 ZUCHTHAUS BAYREUTH ZU TODE GEFOLTERT 19. FEB. 1945 | Puschkinallee 27 · (vorm. Staaballee 27) · | Cornelius Hubers (1922–1945) |
| weitere Bilder \| | HIER WOHNTE KONRAD 'KOPPEL' KARP JG. 1880 DEPORTIERT 1942 SCHICKSAL UNBEKANNT | Herthastraße 26 ·                          | Konrad Karp, genannt Koppel, wurde 1880 geboren. |
| weitere Bilder \| | Hier wohnte Hans Leibnitz JG. 1870 Haus arisiert deportiert 1941 Łódź/Litzmannstadt ermordet 22.1.1942                                                                               | Werderstraße 43 ·                          | Hans Leibnitz (1870–1942) |
| weitere Bilder \| | HIER WOHNTE FRIEDA MEYERSOHN GEB. HERZBERG JG. 1884 DEPORTIERT 1942 RIGA ERMORDET | Köpenicker Straße 63 ·                     | Frieda Meyersohn, geb. Herzberg (1884–1942) |
| weitere Bilder \| | HIER WOHNTE SIEGMUND MEYERSOHN JG. 1887 DEPORTIERT 1942 RIGA ERMORDET | Köpenicker Straße 63 ·                     | Siegmund Meyersohn (1887–1942) |
| weitere Bilder \| | HIER WOHNTE AMALIE MÜLLER GEB. ERLBAUM JG. 1886 DEPORTIERT 1942 GHETTO WARSCHAU ERMORDET                                                                                             | Herthastraße 26 ·                          | Amalie Müller, geb. Erlbaum |
| weitere Bilder \| | HIER WOHNTE ANNA NEUMANN GEB. LAMPEL JG. 1893 DEPORTIERT 1943 ERMORDET IN AUSCHWITZ                                                                                                  | Grünstraße 14 ·                            | Anna Neumann, geb. Lampel |
| weitere Bilder \| | HIER WOHNTE JACOB NEUMANN JG. 1893 DEPORTIERT 1943 ERMORDET IN AUSCHWITZ | Grünstraße 14 ·                            | Jacob Neumann |
| weitere Bilder \| | HIER WOHNTE MANFRED NEUMANN JG. 1930 DEPORTIERT 1943 ERMORDET IN AUSCHWITZ | Grünstraße 14 ·                            | Manfred Neumann |
| weitere Bilder \| | HIER WOHNTE RUTH NEUMANN JG. 1924 DEPORTIERT 1943 ERMORDET IN AUSCHWITZ | Grünstraße 14 ·                            | Ruth Neumann |
| weitere Bilder \| | HIER WOHNTE GRETE SCHLÖGEL GEB. TOMASCHEWSKY JG. 1873 DEPORTIERT THERESIENSTADT ERMORDET 23.12.1943                                                                                  | Herthastraße 26 ·                          | Grete Schlögel, geb. Tomaschewsky |
| weitere Bilder \| | HIER WOHNTE WILHELM STERNBERG JG. 1888 DEPORTIERT THERESIENSTADT ERMORDET | Herthastraße 26 ·                          | Wilhelm Sternberg |
| weitere Bilder \| | HIER WOHNTE FANNY TEMPELBERG GEB. ALTMANN JG. 1870 DEPORTIERT 1942 RIGA ERMORDET | Ethel-und-Julius-Rosenberg-Straße 7        | Fanny Tempelberg geb. Altmann |
| weitere Bilder \| | GERTRUD TEMPELBERG JG. 1893 'EINGEWIESEN' 19.12.1940 PIRNA-SONNENSTEIN ERMORDET 19.12.1940 'AKTION T4'                                                                               | Ethel-und-Julius-Rosenberg-Straße 7        | Gertrud Tempelberg |

## Verlegungen
- 25. Juli 2012: Ethel-und-Julius-Rosenberg-Straße 50[12]
- 20. März 2014: Köpenicker Straße 63[12]
- 24. September 2016: Friedenstraße 2[12]
- 6. September 2017: Ethel-und-Julius-Rosenberg-Straße 7[12]
- 31. August 2018: Herthastraße 26[12]
- 3. Dezember 2019: Werderstraße 43[12]
- 26. August 2022: Puschkinallee 27[12]
- 9. November 2024: An den Fuchsbergen 5[13]